# Lista de foguetes dos Estados Unidos
Lista de vários foguetes usados pela NASA.

## Lançadores
1940s
- MX-774 (1946)

| 1950s - PGM-11 Redstone (1950–1964) - SM-65 Atlas (1953 - 1965) - PGM-19 Jupiter (1954 - 1961) - PMG-17 Thor (1957 - 1960) - SM-65A Atlas (1957 - 1958) - Juno I (1958) - SM-65B Atlas (1958–1959){ - Thor-Able (1958–1960) - Juno II (1958–1961) - SM-65C Atlas (1958 - 1959) - Titan I (1959–1965) - SM-65D Atlas (1959–1967) - Atlas-Able (1959–1960) 1960s - Atlas-Agena (1960–1978) - Thor-Ablestar (1960–1965) - Thor-Delta (1960–1962) - SM-65E Atlas (1960 - 1995) - Atlas LV-3B (1960–1963) - Scout (1961–1994) - Rehbar-I (1961–1972) - Saturno I (1961–1975) - SM-65F Atlas (1961 - 1981) - Titan II (1962 - 2003) - LGM-30 Minuteman (1962 - 1970) - Atlas-Centaur (1962–1983) - Delta A (1962) - Delta B (1962–1964) - Delta C (1963–1969) - Titan II GLV (1964–1966) - Delta D (1964–1965) - Titan IIIA (1964–1965) - Thor-Burner (1965–1976) - Titan IIIC (1965–1982) - Atlas E/F (1965–2001) - Delta E (1965–1971) - Atlas SLV-3 (1966–1968) - Titan IIIB (1966–1987) - Thorad-Agena (1966 - 1962) - Delta G (1966–1967) - Saturno V (1967–1972) - Saturno IB (1968–1975) - Delta J (1968) - Delta L (1969–1972) - Delta M (1968–1972) - Delta N (1968–1972) | 1970s - Titan IIID (1971–1982) - Delta 0100 (1972–1973) - Delta 1000 (1972–1975) - Saturno INT-21 (1973) - Delta 2000 (1974–1981) - Delta 3000 (1975–1989) - N-I (1975 - 1982) - Thor DSV-2U (1976–1980) 1980s - N-II (1981 - 1987) - Space Shuttle Solid Rocket Booster (1982–2011) - Titan 34D (1982–1989) - Atlas H (1983–1987) - Atlas G (1984–1989) - Titan 23G (1988–2003) - Atlas II (1988–2004) - Delta II (1989–presente) - Titan IV (1989–2005) - Delta 4000 (1989–1990) - Delta 5000 (1989) 1990s - Commercial Titan III (1990–1992) - Pegasus (1990–presente) - Atlas I (1990–1997) - Taurus (1994–presente) - Athena (1995–presente) - Delta III (1998–2000) 2000s - Atlas III (2000–2007) - Minotaur II (2001–presente) - Atlas V (2002–presente) - Delta IV (2002–presente) - Minotaur I (2006–presente) - Minotaur IV (2009–presente) - Atlas GX (2012–presente) |

## Foguetes de sondagem
| 1940's - Deacon (1947–1957) - Aerobee (1948–1958) 1950s - Loki (1955–2001) - Asp (1955–1962) - Jupiter-C (1956–1957) - Skylark (1957–2005) - Arcas (1959–1991) - Javelin (1959–1976) 1960s - Astrobee (1960–1983) - Nike Apache (1961–1978) - Thor DSV-2 (1962–1975) - Hopi Dart (1963–1964) | 2000's - Mesquito (2008–presente) - ALV X-1 (2008) |